# Adelslexicon der Preußischen Monarchie
L'Adelslexicon der Preußischen Monarchie est un ouvrage de référence en trois volumes traitant de la noblesse prussienne. Le matériel présenté est compilé par Leopold von Ledebur et publié par lui dans la maison d'édition Ludwig Rauh à Berlin.

## Contenu
Les familles nobles de Prusse sont prises en compte, omettant celles éteintes d'avant le XVIIe siècle et les familles princières ou même de rang supérieur.
L'ouvrage propose un bref résumé de l'histoire, comme par exemple la première apparition dans les documents ou l'élévation d'une famille. Il mentionne également des sujets exceptionnels ou des sujets qui ont joué un rôle important dans la représentation d'une famille. On y trouve également des descriptions de blasons. Mais surtout, et c'est là que réside la particularité par rapport aux autres dictionnaires historiques de la noblesse, des informations sur les propriétés foncières en Prusse, et dans certains cas au-delà, sont fournies.
L'ouvrage en trois volumes von Ledeburs apporte de nombreuses corrections aux auteurs précédents sur le sujet et des ajouts.
Alors que les volumes 1 et 2 suivent exclusivement l'ordre alphabétique, le volume 3 apporte en outre des compléments et des corrections pour l'ensemble de l'alphabet, de sorte qu'il est au moins recommandé, voire indispensable, d'ajouter la 2e partie du volume 3.
À l'époque, l'auteur n'a pas prétendu à l'exhaustivité.

## Volumes individuels
- Volume 1 : AK, Berlin 1855 texte intégral
- Volume 2: L–S, Berlin 1856 texte intégral
- Volume 3 : T–Z, Berlin 1858 texte intégral (2. section commence p. 179)

### Suppléments
- Archiv für deutsche Adelsgeschichte, Genealogie, Heraldik und Sphragistik, Band 2, Berlin 1865, S. 28–153